# Draugystės keltas
Draugystės keltas – towarowa stacja kolejowa w miejscowości Kłajpeda, w okręgu kłajpedzkim, na Litwie. Ze stacji możliwy jest zjazd na prom kolejowy.